# Le Moule
Le Moule é uma comuna francesa na região administrativa de Guadeloupe, no departamento de Guadeloupe. Estende-se por uma área de 82,9 km², com 19 501 habitantes, segundo os censos de 1999, com uma densidade de 235 hab/km².